# 베놈 2: 렛 데어 비 카니지
《베놈 2: 렛 데어 비 카니지》(영어: Venom: Let There Be Carnage)는 마블 코믹스의 캐릭터 베놈이 등장하는 2021년에 개봉한 슈퍼히어로 영화로, 2018년 영화 《베놈》의 후속 작품이다. 소니 픽처스 릴리징이 배급, 앤디 서키스가 감독을 맡았으며, 주인공인 베놈이자 에디 브록은 톰 하디가 맡았고, 그 외에도 미셸 윌리엄스, 나오미 해리스, 리드 스콧, 스티븐 그레이엄과 우디 해럴슨 등이 출연하였다. 이 영화에서는 베놈이 에디 브록을 공생숙주로 삼고 일어나는 일을 담고 있다.
《베놈》 제작이 시작되고 소니 픽처스 릴리징은 후속작 기획을 시작했고, 이 영화에서 등장한 베놈의 대립 인물인 클레수트 카니지 역을 맡은 나오미 해리스가 《베놈》의 뒷부분에 등장했다. 베놈 2의 공식 작업은 2019년 1월 작가들이 복귀하면서 시작됐고, 소니 픽처스 릴리징은 심비오트를 영화속에서 나타내는데 중요한 CGI 기술과 모션 캡처 기술들을 중요하게 생각하여 그 기술에 대한 많은 경험을 갖고 있던 앤디 서키스를 감독으로 고용했다. 촬영은 2019년 11월부터 2020년 2월까지 워너 브라더스 스튜디오 리브즈든에서 진행되었고, 2월에는 샌프란시스코에서 추가 촬영이 있었다. 또한 이 영화는 《Maximum Carnage》(1993)과 《The Venom Saga》(1996)에서 많은 영감을 얻었다.
기존 2020년 10월 2일에 북아메리카에서 개봉 예정이었으나, 코로나19 범유행으로 인해 개봉이 2021년 10월 1일로 연기되었다. 또한 영국 런던에서는 북아메리카보다 빠른 2021년 9월 14일에 개봉했으며, 대한민국에서는 2021년 10월 13일 개봉했다. 베놈 2: 렛 데어 비 카니지는 4억 2400만 달러의 수익을 올려 2021년 8번째로 수익이 높은 영화로 기록되었다. 하지만 비평가들의 평가는 엇갈렸다.

## 줄거리
1996년, 젊은 클리터스 캐서디는 애인인 프랜시스 배리슨이 St. Estes Home for Unwanted Children에서 레이븐크로프트 연구소로 끌려가는 것을 무기력하게 지켜본다. 도중에 배리슨은 그녀의 음파 비명 능력을 사용하여 젊은 경찰관 패트릭 멀리건을 공격한다. 멀리건은 배리슨의 눈을 쏘고 그녀의 비명 때문에 귀에 부상을 입는다. 그가 그녀를 죽였다고 믿는 멀리건에게 알려지지 않은 배리슨은 여전히 그녀의 능력이 제한된 레이븐크로프트로 이동한다.
현재 멀리건은 이제 형사이며 캐서디가 브록 이외의 누구와도 대화를 거부하기 때문에 기자 에디 브록에게 산 퀜틴 주립 교도소의 연쇄 살인범 캐서디와 대화를 요청한다. 방문 후 브록의 외계인 공생체 베놈은 캐서디가 희생자의 시체를 숨긴 곳을 추론하여 브록의 경력을 크게 향상시킨다. 브록은 베놈의 불만에 대해 그녀가 현재 댄 루이스 박사와 약혼했다고 말하는 그의 전 약혼자 앤 웨잉과 연락을 취한다. 자신의 범죄로 유죄 판결을 받고 독극물 주사로 사형을 선고받은 캐서디는 브록을 그의 처형에 초대한다. 브록은 브록을 모욕하는 캐서디와 대화하여 베놈이 캐서디를 공격하도록 자극한다. 캐서디는 브록의 손을 물고 공생체의 작은 부분을 섭취한다. 집으로 돌아온 베놈은 브록과 범죄자를 먹을 수 있는 더 많은 자유를 원하는 것에 대해 논쟁을 벌이고 공생체는 브록의 몸을 떠나 스스로 떠나기로 결정한다.
캐서디의 처형이 시작되면 빨간색 공생체가 나타나 주입을 차단한다. 카니지라는 이름으로 감옥을 난폭하게 날뛰며 수감자를 풀어주고 간수를 죽이다. 카니지는 캐서디가 브록과 베놈을 제거하는 데 도움을 주는 대가로 캐서디가 레이븐크로프트에서 배리슨을 제거하는 데 동의한다. 멀리건은 집에 있는 브록을 방문하여 상황에 대해 경고한다. 레이븐크로프트에서 캐서디는 배리슨을 풀어주고 불태우기 위해 세인트 에스테스 어린이집으로 이동한다. 멀리건은 브록을 의심하고 그를 체포한다. 브록은 변호사로 웨잉에게 연락하여 베놈이 그와 헤어졌다고 밝힌다. 베놈이 몸에서 몸으로 뛰어 다니며 샌프란시스코를 통과하는 동안 웨잉은 그가 첸 부인과 결속되어 있음을 발견하고 브록을 용서하도록 설득한다. 베놈은 브록과 재회하고 구금에서 벗어난다. 캐서디는 멀리건을 인질로 잡고 배리슨은 웨잉을 붙잡아 캐서디와 배리슨이 결혼할 성당으로 데려간다.
브록과 베놈은 카니지와 싸우기 위해 도착하고 배리슨은 멀리건을 사슬에 매달아 죽이는 것처럼 보인다. 베놈은 카니지에 의해 압도되었지만 배리슨이 그녀의 힘을 사용하여 카니지와 캐서디를 분리하도록 유도한다. 베놈은 카니지를 삼키고 캐서디를 죽이고 무너지는 대성당은 배리슨을 분쇄한다. 나중에 살아있는 멀리건의 눈이 파랗게 번쩍이며 그가 어떻게든 대학살의 일부를 흡수했음을 드러낸다. 현재 도망자 인 브록과 베놈은 다음 단계를 숙고하는 동안 휴가를 가기로 결정한다. 크레딧 중간 장면에서 베놈이 브록에게 다른 우주에 대한 공생체의 지식에 대해 이야기할 때 눈부신 빛이 그들을 호텔 방에서 다른 방으로 이동시켜 J. 조나 제임슨이 스파이더맨의 공개된 정체에 대해 피터 파커로 이야기하는 것을 텔레비전으로 지켜본다. 베놈은 "그 남자"라고 말한 후 화면을 핥는다.

## 출연
- 톰 하디 - 에디 브록 / 베놈 역
- 미셸 윌리엄스 - 앤 웨잉 역
- 나오미 해리스 - 프랜시스 배리슨 / 슈리크 역
- 리드 스콧 - 댄 루이스 역
- 스티븐 그레이엄 - 패트릭 멀리건 역
  - 숀 딜레이니 - 젊은 패트릭 멀리건 역
- 우디 해럴슨 - 클리터스 캐서디 / 카니지 역
- 페기 루 - 첸 아주머니 역
- 시안 웨버 - 카밀 파조 역
- 스크루비어스 핍 - 시그프리드 역

톰 홀랜드와 J. K. 시먼스는 각각 마블 시네마틱 유니버스의 캐릭터 피터 파커&스파이더맨과 J. 조나 제임슨 역으로 쿠키 영상에 크레딧에 올라가지 않은 카메오로 출연하였다.

## 같이 보기
- 마블 시네마틱 유니버스의 영화 목록